# 朱全华
朱全华（1956年—2021年9月20日），原籍四川省南充市仪陇县，生于北京市，祖父朱德，父亲朱琦、母亲赵力平，原中国人民解放军海军装备部副部长，退休后任朱德公益基金管理委员会执行主任。

## 生平
1956年，朱全华出生在北京市，祖籍四川省南充市仪陇县，父亲朱琦、母亲赵力平，朱全华是朱德的第三个孙子。
1971年，中国人民解放军海军司令员萧劲光把15岁的朱全华带到了部队，在北海舰队服役。1974年，在山东省青岛市服役的朱全华调回到北京照顾年迈的祖父朱德，之后，在朱德的要求下，朱全华调到海军南京某部工作。后来，朱全华任中国人民解放军海军装备部副部长。
2021年9月20日，朱全华同志在北京市逝世。

## 家庭
- 祖父：朱德
- 父亲：朱琦
- 母亲：赵力平